# Круоя (футбольный клуб)
«Круоя» (лит. Kruoja) — литовский футбольный клуб из города Пакруойис. Проводит игры на городском стадионе «Пакруойис», вмещающем 2000 зрителей. В 2009 году клуб добился права играть в А Лиге — высшем дивизионе чемпионата Литвы.

## История

### СК «Пакруойис»
«Пакруойис» появился после провозглашения независимости Литвы. В 1991 году в III Литовской лиге (Западная зона) среди 14 команд «Пакруойис» занял 13-е место, оставив позади только ФБК «Йонишкис». Немногим лучшие результаты у «Пакруойиса» были и в следующем сезоне.
В сезоне 1993/94 команда вылетела в IV лигу. В следующем сезоне команда заняла 2-е место и получила право вернуться в III лигу. В дальнейшем клуб перемещался между II и III лигами.

### Основание ФК «Круоя»
В 2001 году футбольную команду города Пакруойис было решино переименовать в «Круоя». Команда получила это название по притоку реки Мусы, которая протекает на севере Литвы. В 2004 году «Круоя» стала победителем III лиги (Северная зона) и получили путёвку во II лигу. Среди 18 команд «Круоя» заняла 10-е место. В 2007 году заняла 4-е место.

### Переход в A Лигу
В 2008 году во II лиге «Круоя» заняла лишь 10-е место, но после скандала, в котором были замешаны «Каунас» и «Атлантас», которые отказались от выхода в высшую лигу, а федерация перевела их в III по силе дивизион Литвы, «Круоя» получила возможность дебютировать в элитном дивизионе. В дебютном сезоне «Круоя» осталась на 8 месте.

## Выступления в еврокубках
| Сезон     | Турнир      | Раунд                         | Соперник  | Дома | В гостях | Общий счёт |  |
| --------- | ----------- | ----------------------------- | --------- | ---- | -------- | ---------- |  |
| 2015/2016 | Лига Европы | Первый квалификационный раунд | Ягеллония | 0:1  | 0:8      | 0:9        |  |